# Gogglebox
Gogglebox é um reality show britânico exibido pelo Channel 4. O formato do show dedica-se a gravar uma família, um casal ou um grupo de amigos em casa e a verem os programas do canal de televisão, que posteriormente comentam.

## Formato
A atração mostra grupos de espectadores em casa, diante da TV, assistindo a produções populares. A câmera foca nas reações dessas pessoas, nos comentários que fazem, na dinâmica suscitada entre elas pelo que estão vendo.